# Tape Rasz
Tape Rasz – wieś w Iranie, w ostanie Azerbejdżan Zachodni, w szahrestanie Mijandoab. W 2006 roku liczyła 644 mieszkańców.